# Бальоне, Джованни
Джованни Бальоне (итал. Giovanni Baglione; 1566, Рим — 30 декабря 1643, там же) — итальянский живописец, рисовальщик и гравёр позднего маньеризма и барокко в Риме. Историк, писатель: биограф и историограф изобразительного искусства.
Известен прежде всего тем, что составил «Жизнеописания живописцев, скульпторов и архитекторов от понтификата Григория XIII в 1572 году до времени папы Урбана Восьмого в 1642 году» (Le vite de' pittori, scultori et architetti dal pontificato di Gregorio XIII del 1572 in fino a' tempi di Papa Urbano Ottavo nel 1642) — первое опубликованное собрание биографий художников в Риме в XVII веке. Его сочинение «Девять церквей Рима» (Le nove chiese di Roma), опубликованное в 1639 году, также имеет большое историографическое значение.

## Биография
Точные сведения о дате рождения художника не сохранились. Известно только, что он родился в Риме в 1566 году. Был учеником флорентийского живописца и гравёра Франческо Морелли. В ранние годы он работал между Римом и Неаполем, писал фрески в зале Ватиканской библиотеки под руководством Чезаре Неббиа и Джованни Гуэрра да Моденаи (1589). В 1600 году сотрудничал с кавалером д’Арпино в украшении трансепта базилики Сан-Джованни-ин-Латерано, получал заказы от церквей во времена понтификата римских пап Климента VIII и Павла V.
Испытал влияние творчества Караваджо и пытался ему подражать, что вызвало негодование самого Караваджо, который, как известно, не любил своих подражателей.
Среди приятелей Бальоне был римский художник Томмазо Салини, мастер натюрмортов. Оба поссорились с Караваджо и его сторонниками, что значительно осложнило им жизнь и возможность получения выгодных заказов. Порвав с караваджизмом, Бальоне постепенно находил собственный стиль в границах тенебризма — характерного течения в живописи эпохи барокко, но не имел значительного успеха в Риме. Его наиболее известной работой являются фрески на тему Истории Девы Марии в церкви Санта-Мария-дель-Орто в Трастевере (Рим, 1598—1599).
В 1593 году Бальоне был принят в Академию Святого Луки и примерно за пятьдесят лет до своей смерти он трижды избирался главой (principe) Академии.

## Творчество
фрески Джованни Бальоне можно видеть в церкви Санта Мария Маджоре в Риме. Религиозные картины Бальоне — соединение позднего маньеризма, чувственности и барочной экспрессии. Аллегорическая картина «Любовь небесная и Любовь земная» (1602), созданная для кардинала Джустиниани, предположительно была написана в качестве своего рода соревнования с «Амуром» Караваджо. Лежащая фигура Купидона Бальоне действительно имеет некоторое сходство с аналогичной фигурой на картине Караваджо, а фигура ангела апеллирует к Архангелу Михаилу с несохранившейся картины Орацио Джентилески.
Картина Бальоне подверглась критике со стороны Джентилески и других художников за откровенный эротизм. Однако в награду за картину Бальоне получил золотую цепочку от кардинала Джустиниани. Считается, будто ради удовольствия досадить Караваджо, Бальоне использовал его лицо для изображения дьявола в своей картине. Ведь в записях Джованни Бальоне историографы нашли свидетельства публичного обвинения Караваджо в содомии.
Вскоре после этого, в 1603 году, в Риме стали появляться брошюры, порочащие Бальоне и его картины в вульгарных выражениях и делающие его предметом насмешек (очевидно, спровоцированные Караваджо и некоторыми другими художниками). В обеих брошюрах, в частности, упоминалась золотая цепочка, которую Бальоне получил в подарок от кардинала за своего «небесного Купидона» и которую он будет носить «недостойно». Бальоне пытался защитить себя от унижений с помощью иска о клевете, который он подал против Караваджо, Орацио Джентилески, Филиппо Трисеньи и архитектора Онорио Лонги. Сам Бальоне считал, что причиной оскорблений была зависть художников его успеху, особенно из-за его недавно написанного «Воскресения Христа» для иезуитов, которое вначале находилось в церкви Иль-Джезу, но позднее было удалено и утеряно.
Несмотря на этот скандал, карьера Бальоне была далека от завершения, и в последующие десятилетия он написал множество алтарных картин для Рима, Витербо, Сполето, Перуджи и Лорето. За фреску «Воскресение Табиты» для базилики Святого Петра в Ватикане (1607, позднее утрачена) художник получил звание Рыцаря Христа (Cavalierato di Cristo).
Для герцога Мантуи Фердинандо I Гонзага между 1621 и 1623 годами Бальоне создал цикл картин из десяти частей, изображающих Аполлона и девять муз, преуспев в смешении тенебристских и классицистических элементов. Картины настолько понравились герцогу, что он заказал повторение всего цикла, который намеревался подарить французской королеве Мария Медичи Марии Медичи (Музей изящных искусств, Аррас; повторение: Лувр, Париж).

## Наследие
Джованни Бальоне имел некоторый успех в качестве живописца при жизни, но позднее его творчество было почти забыто. Оценка его произведений омрачена личной неприязнью и враждой с Караваджо, творчество которого всегда возвеличивали. Иное дело: литературная деятельность Бальоне как историографа своей эпохи.
В последние годы Джованни Бальоне усердно трудился над своими литературными произведениями. Его сочинение «Девять церквей Рима» (Le nove chiese di Roma), опубликованное в 1639 году, имеет большое историографическое значение. Главный труд его жизни: «Жизнеописания живописцев, скульпторов и архитекторов от понтификата Григория XIII в 1572 году до времени папы Урбана Восьмого в 1642 году» (Le vite de' pittori, scultori et architetti dal pontificato di Gregorio XIII del 1572 in fino a' tempi di Papa Urbano Ottavo nel 1642) — первое опубликованное собрание биографий художников в Риме в XVII веке. Этот труд был издан в Риме в 1644 году; он представляет собой сборник биографий художников, которым он намеревался продолжить «Жизнеописания» художников эпохи Возрождения, напечатанные в 1550 году Джорджо Вазари. Труд Бальоне является важным источником сведений о художниках, работавших в Риме между 1572 и 1642 годами. Книга не свободна от субъективных, а иногда и резких негативных суждений, в первую очередь о Караваджо, которому Бальоне так и не смог простить его ненавистную критику до и во время процесса 1603 года, но, тем не менее, а отчасти и благодаря этому, имеет историко-художественную ценность.
Научное издание с комментариями труда Бальоне осуществлено в 3-х томах в 1995 году (Text und Kommentar. 3 Bände. Rom: Biblioteca Apostolica Vaticana, 1995 ISBN 88-210-0661-1). Оригинал отцифрован в 2021 году: . На русском языке фрагменты опубликованы в издании: «Жизнеописания живописцев, скульпторов, архитекторов и граверов», 1642

## Галерея

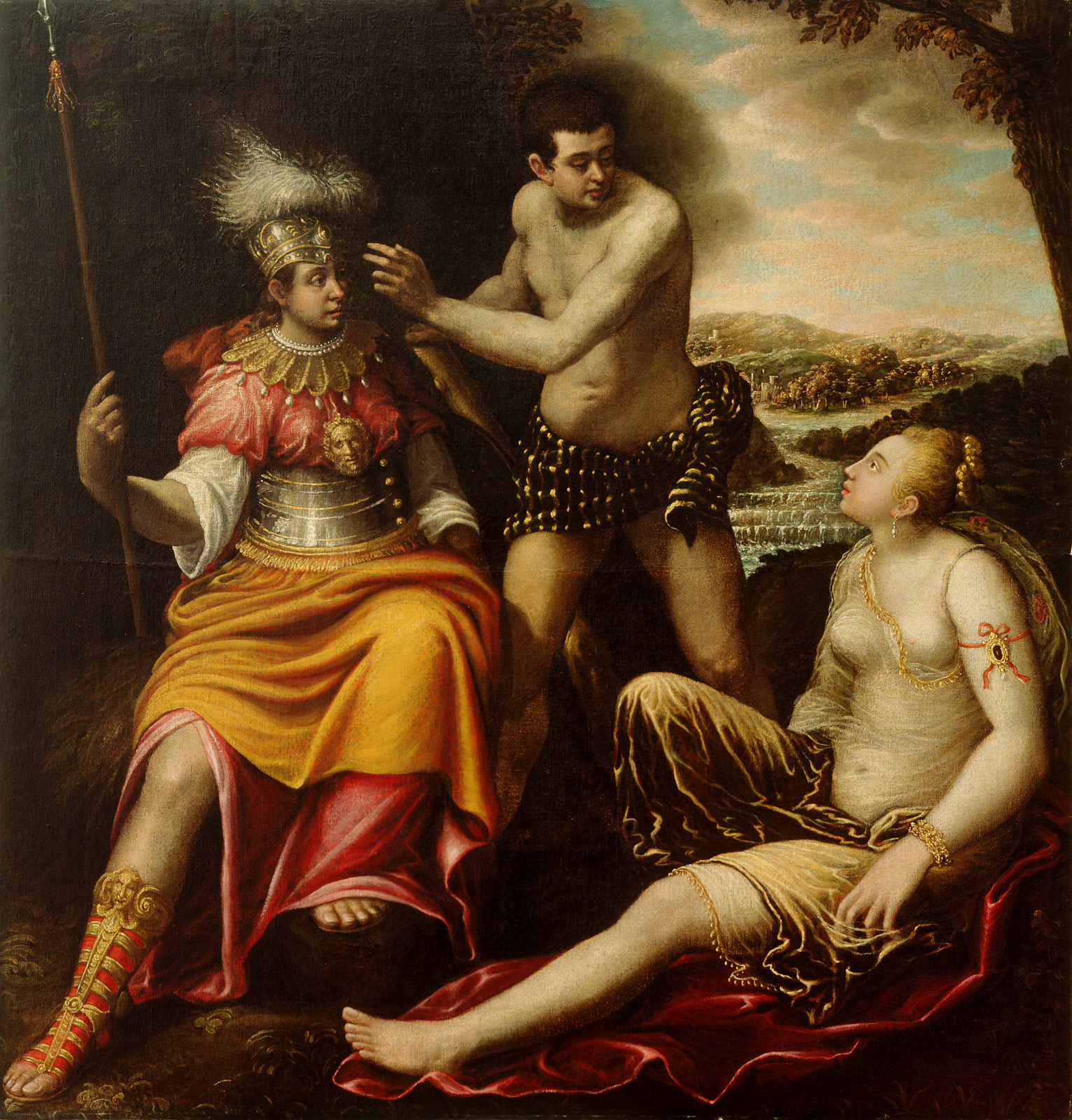
Геркулес выбирает между Добром и Злом, или Геркулес на распутье. Между 1640 и 1642 гг. Холст, масло. Национальная галерея, Любляна
Любовь небесная и Любовь земная. 1602. Холст, масло. Палаццо Барберини, Рим
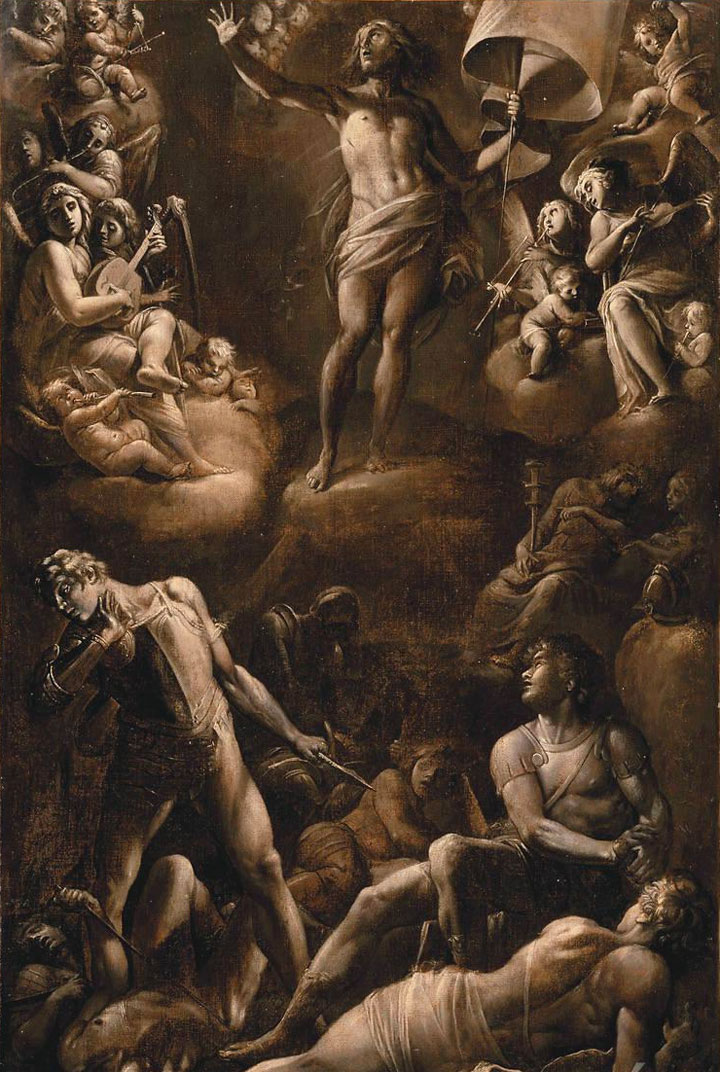
Воскресение Христа. Монохромное повторение. После 1603 г. Холст, масло. Париж, Лувр
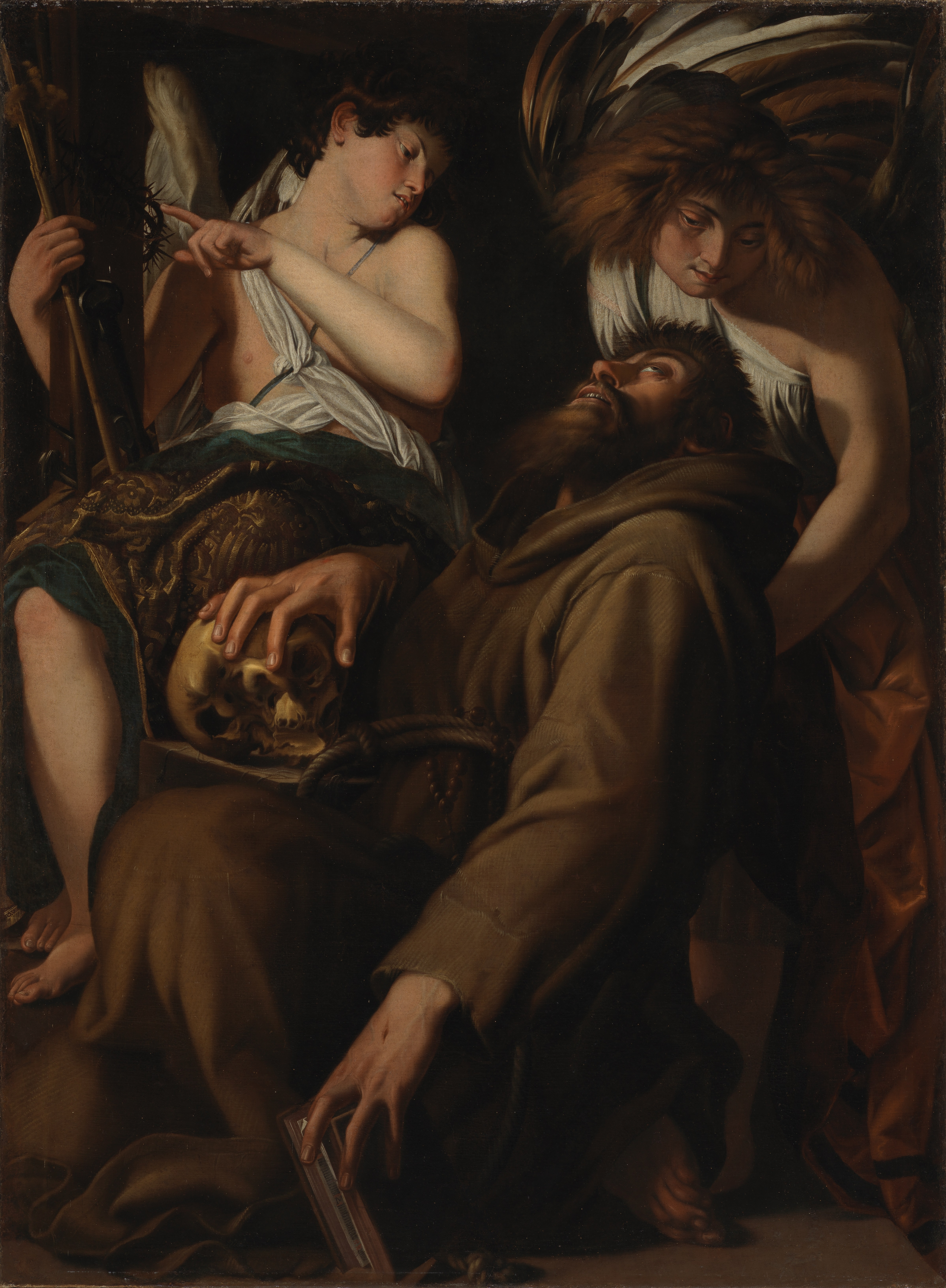
Экстаз Святого Франциска. 1601. Холст, масло. Музей искусств, Лос-Анджелес
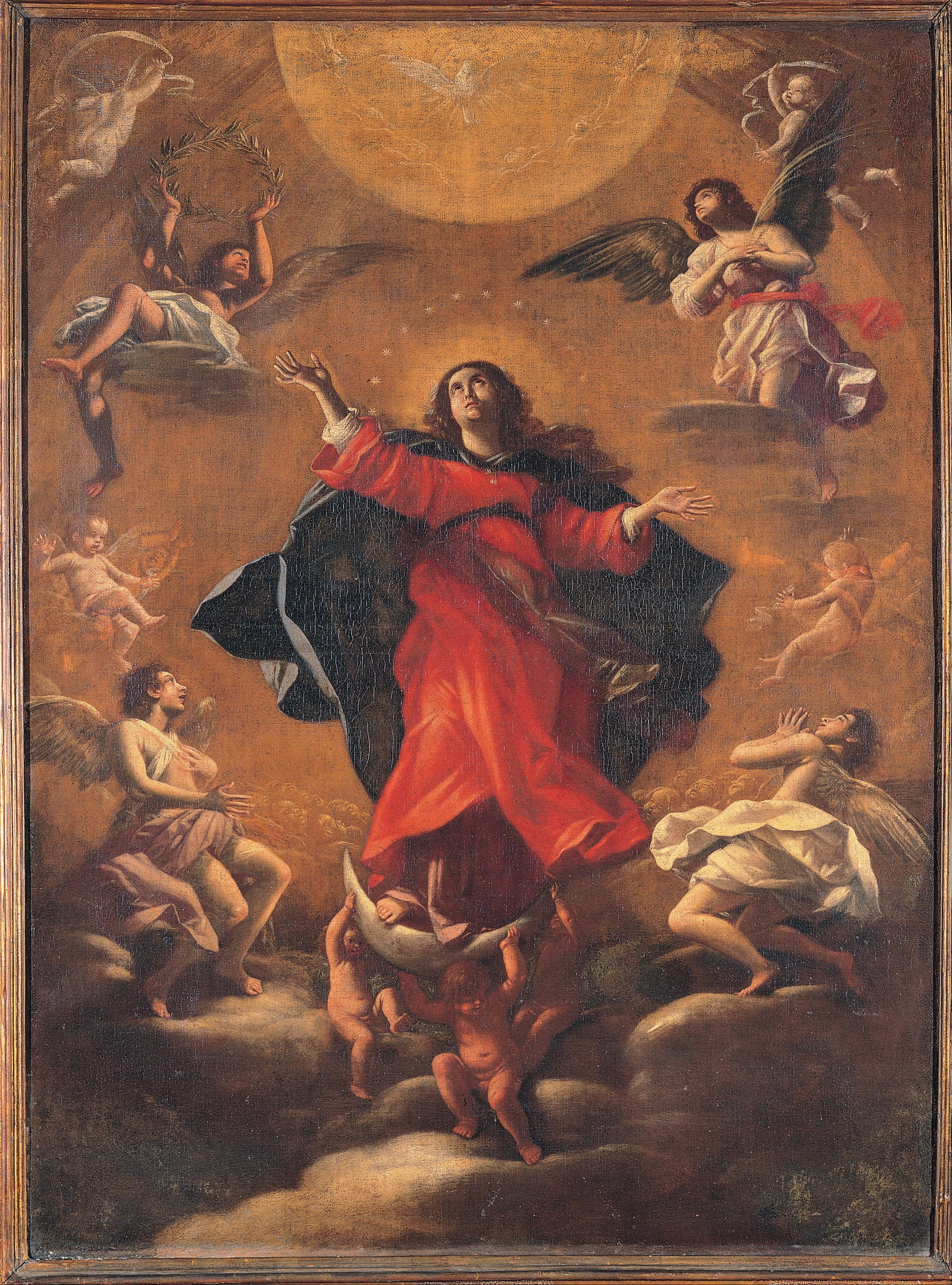
Мадонна во Славе. Между 1630 и 1638 гг. Холст, масло. Капитолийские музеи, Рим
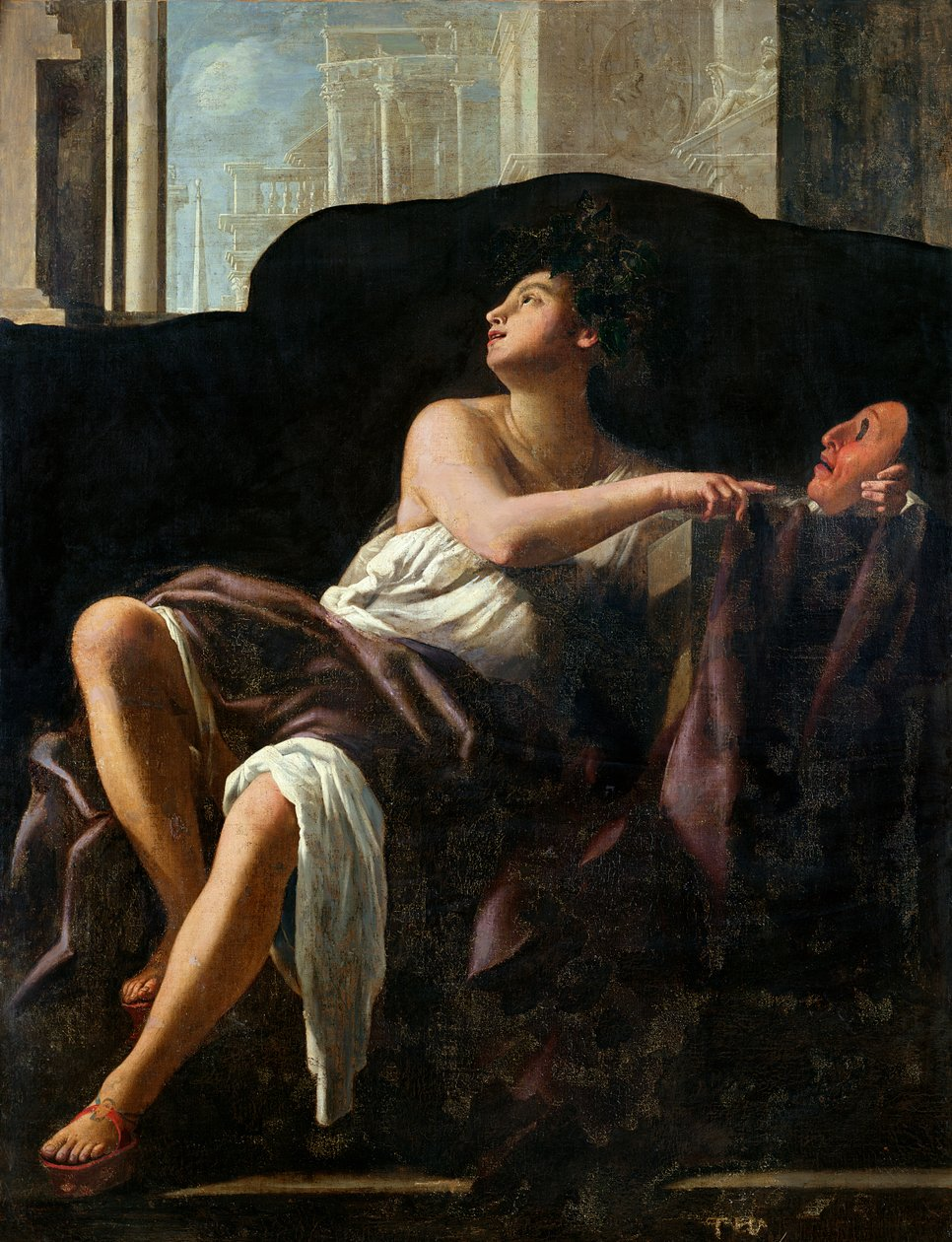
Талия. Из цикла «Музы». Между 1621 и 1623 гг. Холст, масло. Музей изящных искусств, Аррас
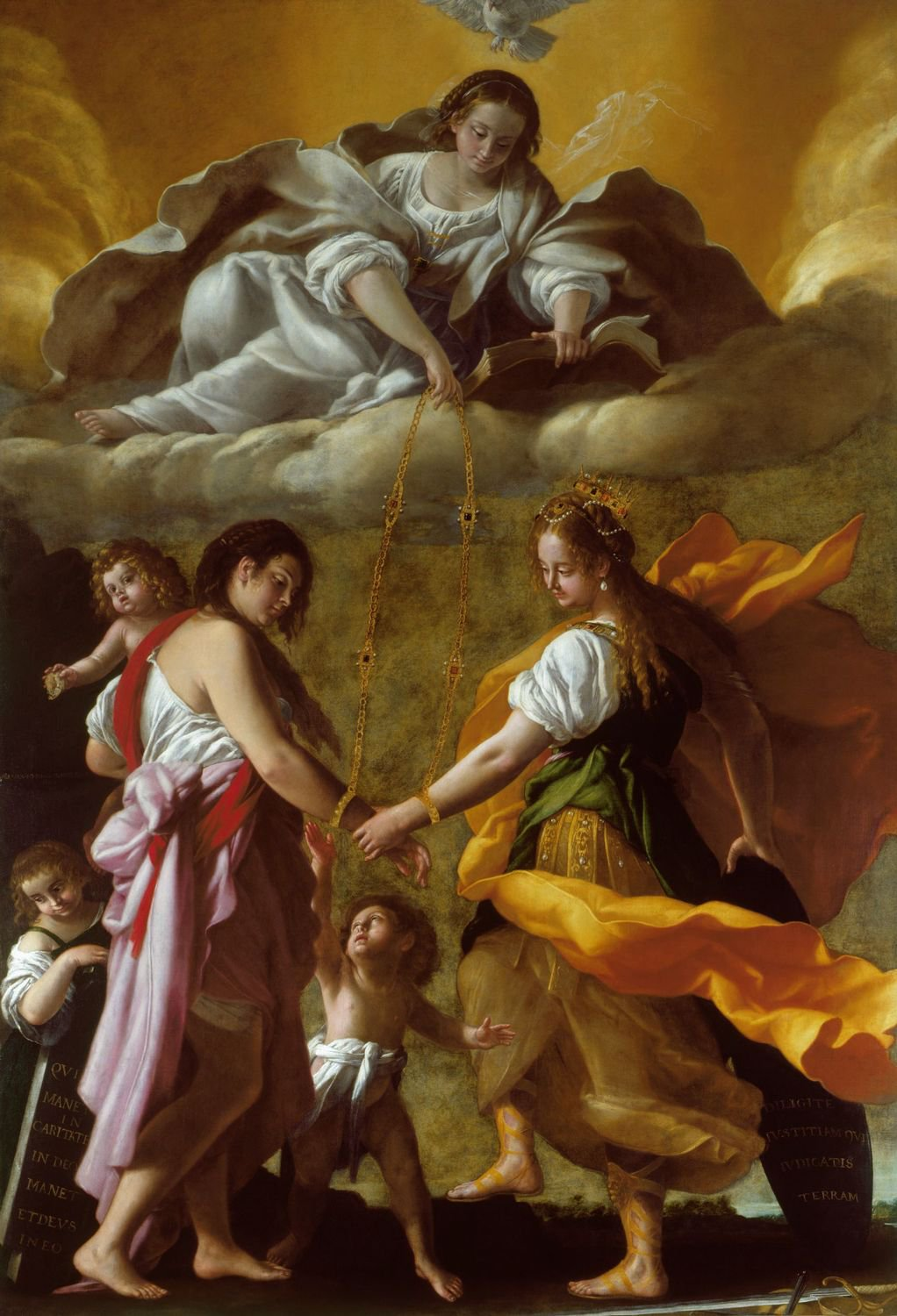
Аллегория Милосердия и Справедливости. 1622. Холст, масло. Виндзор, Лондон
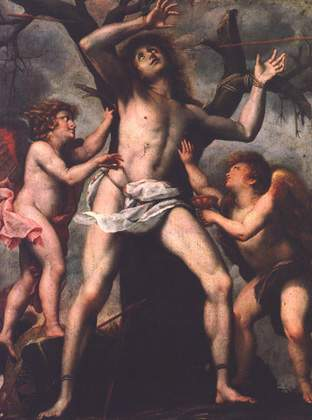
Мученичество Святого Себастьяна. Ок. 1630. Холст, масло. Сан-Джемини, Собор